# ジム・サンボーン
ジム・サンボーン（Jim Sanborn、本名：Herbert James Sanborn Jr、1945年 - ）は、アメリカ合衆国の彫刻家。バージニア州ラングレーにある中央情報局（CIA）本部に置かれている作品クリプトスを製作したことでよく知られている。

## 生い立ち
ワシントンD.C.出身。父親はアメリカ議会図書館の展示責任者、母親はコンサートピアニストで写真の研究家である。彼はバージニア州のアレクサンドリアとアーリントンで育ち、フェアファックスのJ. E. B. Stuart High School 、Randolph-Macon Collegeに通って、1968年に古生物学、ファインアート、社会人類学の学位を受けた。その後1971年にプラット・インスティテュートで彫刻の修士号を得た。彼はメリーランド州ロックウェルのMontgomery Collegeで教鞭をとり、その後9年間はグレンエコーパークで在住芸術家として働いた。

## 作品
サンボーンの作品は、ハイ美術館、ロサンゼルス・カウンティ美術館、コーコラン美術ギャラリー、ハーシュホーン博物館と彫刻の庭等に展示されている。またマサチューセッツ工科大学、中央情報局、海洋大気庁のためにも作品を製作している。彼の作品のテーマは「見えないものを見せる」で、多くの作品で磁力、コリオリ力、隠されたメッセージ、原子核反応の謎等に焦点が当てられている。

### クリプトス

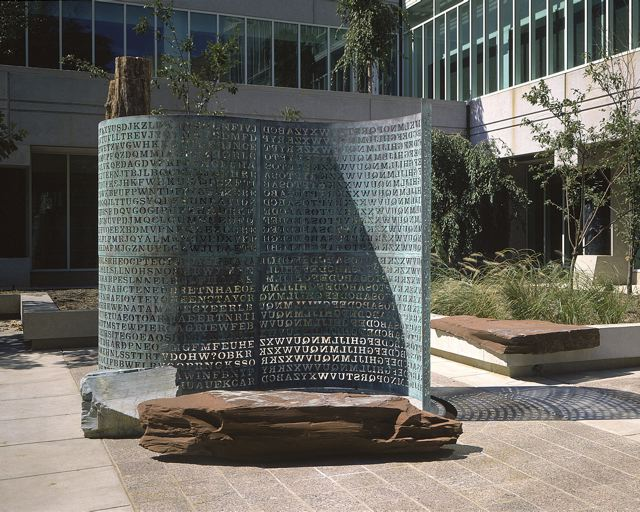
ラングレーのCIA本部にあるクリプトス

クリプトスは、サンボーンにとって初めての暗号を用いた作品である。1990年11月3日からバージニア州ラングレーにある中央情報局（CIA）本部に置かれている。
この彫刻は、表面に印刷された2000文字のアルファベットを解読しようとする人に対して、謎を与え続けている。クリプトスが設置されて以来、4部のうち3部までが解読されたが、残りの97文字を解読できた者はいない。彼はまた、完全に解読される前に彼自身が死んだ場合、解答を検証するために「ある種の歴史的な記録」が後に残されると述べている。

## 文学
サンボーンは、In Atomic Time: Pure Science and Sculptureという著書を著している。この本には、マンハッタン計画から着想を得たAtomic Time: Pure Science and Seductionという作品の詳細な写真が含まれている。

## 受賞など
- 1982 National Endowment For The Arts Fellowship
- 1983 Kawasaki International Sculpture Symposium, Kawasaki Japan.
- 1984 Virginia Commission On The Arts Fellowship.
- 1986 National Endowment For The Arts Fellowship.
- 1987 Kaoshiung Taiwan International Sculpture Symposium, Kaoshiung Taiwan.
- 1988 Awards In The Visual Arts Grant.
- 1988 Louis Comfort Tiffany Foundation Grant.
- 1990 Art Matters Inc. Grant.
- 1991 Virginia Museum Fellowship.
- 1992 Virginia Commission On the Arts Grant.
- 1992 Pollack Krasner Foundation Grant.
- 1994 Virginia Commission on The Arts Grant.
- 1997 Sirius Project Residency, Cork Ireland. [8]